# Blejoi
Blejoi is een Roemeense gemeente in het district Prahova.
Blejoi telt 8130 inwoners.